# Adi Köstenberger
Adolf „Adi“ Köstenberger (* 22. September 1940) ist ein ehemaliger österreichischer Fußballspieler und -trainer, der vor allem durch seine jahrzehntelange Nachwuchsarbeit bekannt ist. Viele Jahre war er auch in der Trainerausbildung beim Wiener Fußball-Verband und beim Österreichischen Fußball-Bund tätig; hierbei ebenfalls vorrangig in der Nachwuchsarbeit. 1996 trainierte er als Co-Trainer von Österreichs ersten Frauennationalteamtrainer Peter Leitl für ein Spiel die österreichische Frauenfußballnationalmannschaft.

## Leben und Wirken

### Von Steyr nach Wien
Adi Köstenberger wurde am 22. September 1940 geboren und spielte bereits in seiner Jugend für den SK Amateure Steyr, für den er in weiterer Folge auch im Herrenfußball eingesetzt wurde. Die Oberösterreicher waren in den 1950er Jahren vorwiegend im österreichischen Amateurfußball vertreten. Nachdem die Steyrer 1953/54 als oberösterreichischer Landesmeister zum letzten Mal in die Staatsliga B aufgestiegen waren, folgte bereits 1954/55 der neuerliche Abstieg und somit die Rückkehr in die damals drittklassige Landesliga. Dort verblieb die Mannschaft bis 1959; in dieser Zeit dürfte Köstenberger dann auch bereits im Erwachsenenfußball angekommen sein. Dabei schaffte die Mannschaft 1959/60 mit dem ersten Platz in der Landesliga den Aufstieg in die neu eingeführte, zweitklassige Regionalliga, in der die Mannschaft in den nachfolgenden Jahren aktiv war. Köstenberger etwa nahm nach dem Aufstieg noch in der Saison 1960/61 mit den Oberösterreichern am österreichischen Fußballpokal teil, schied in diesem jedoch noch in der ersten Runde mit 1:2 gegen den SV Schwechat aus.
Kurz nach diesem Spiel, das am 11. Dezember 1960 in Schwechat stattgefunden hatte, wechselte Köstenberger noch in der Winterpause nach Wien, wo er sich dem Wiener Sport-Club anschloss. Nach zwei Meistertiteln in Folge (1958 und 1959) hatte es der WSC 1959/60 auf den zweiten Tabellenplatz hinter Rapid gebracht. Für den österreichischen Vizemeister kam er in weiterer Folge zu regelmäßigen Einsätzen in der Staatsliga A und beendete die Spielzeit 1960/61 mit der Mannschaft in der teilweise recht dichtgestaffelten Tabelle auf dem vierten Platz. Der Wiener SC war nur kurze Zeit nach Saisonende einer von vier österreichischen Vereinen, die am International Football Cup 1961/62, der ersten Austragung dieses Turniers, das bis 1967 Bestand hatte, teilnahmen. Köstenberger kam hierbei beispielsweise in Niederlagen gegen Górnik Zabrze oder Dynamo Berlin zum Einsatz und beendete das Turnier mit seiner Mannschaft auf dem vierten und damit letzten Platz der Gruppe A3.
Nicht nur international oder in der Liga war er in dieser Saison aktiv, sondern nahm mit dem Wiener Traditionsklub auch am österreichischen Fußballpokal 1961/62 teil, wo er mit dem WSC bis ins Achtelfinale einzog und erst in diesem mit 0:2 dem Grazer AK unterlag. Im Erstrundenspiel gegen den ASK Köflach, einem 7:1-Kantersieg, hatte der Offensivakteur noch einen Hattrick erzielt. Teilweise ebenfalls mehrere Tore erzielte er auch in der Liga, etwa am 25. März 1962 bei einem 10:1-Heimsieg über Simmering, als er zwei Treffer beisteuerte. Danach war Köstenberger noch bis 1963 für die Wiener aktiv, ehe er sich, in einem noch verhältnismäßig jungen Alter, aus dem aktiven Leistungssport zurückzog, und sich vermehrt auf das Trainerwesen konzentrierte. Der Wiener Sport-Club konnte nach dem Abgang zahlreicher wichtiger Spieler schon bald nicht mehr mit der österreichischen Spitze mithalten und fand erst wieder gegen Ende der 1960er Jahre zurück zu den vorderen Tabellenplätzen.

### Start ins Trainergeschäft und in die Nachwuchsarbeit
Als er seine Tätigkeit als Trainer des Heeressportvereins Wien aufnahm, wurde er auch Vater eines Sohnes (Rudolf Köstenberger (* 1965)). Dieser schaffte es in den 1980er Jahren über den LASK ebenfalls in die höchste österreichische Fußballliga und ließ danach seine Karriere bis in die 1990er bzw. sogar in die frühen 2000er Jahre bei den Amateuren Steyr oder dem ASK Amstetten im Amateurbereich ausklingen. Nach etwa einem Jahr beim Heeressportverein wurde Adi Köstenberger Trainer von Helfort Wien und betreute deren Kampfmannschaft drei Jahre lang. Die Mannschaft war 1964/65 als Meister der damals drittklassigen Wiener Liga in die Ost-Staffel der dreigleisigen Regionalliga aufgestiegen und hatte es in der Debütsaison immerhin auf den achten Tabellenplatz gebracht, woraufhin Köstenberger, wie bereits erwähnt, das Traineramt übernahm. Unter dem einstigen Offensivspieler spielte Helfort zumeist um den Klassenerhalt, wobei 1966/67 nur denkbar knapp der Verbleib in der Liga gesichert werden konnte. Nach einem neunten Platz in der Saison 1967/68 erreichte die von Köstenberger betreute Mannschaft mit dem siebenten Tabellenplatz in der Spielzeit 1968/69 das beste Saisonergebnis. Köstenberger dürfte die Mannschaft noch am Ende dieser Saison verlassen haben; bereits in der nachfolgenden Spielzeit konnte der Klassenerhalt schon nicht mehr gesichert werden und die Mannschaft kehrte in die Wiener Liga zurück.
Nachdem er bis dahin vorrangig im Erwachsenenfußball als Trainer in Erscheinung getreten war, nahm er 1970 eine Stelle als Nachwuchstrainer beim Wiener Sport-Club an und war dort für etwa eine Saison tätig. 1972 folgte sein Gang zum Wiener Großklub Rapid Wien, bei dem er in den folgenden Jahrzehnten eine Vielzahl späterer Profi- und Nationalspieler auf ihrem Weg in den Herrenfußball begleitete. So war er bis 1996, also über einen Zeitraum von rund 25 Jahren, als Nachwuchstrainer bei den Grün-Weißen tätig, fungierte einige Zeit auch als Leiter der Nachwuchsabteilung des Klubs und war nach dem Abgang von Karl Schlechta im Juni 1979 auch kurzzeitig Interimstrainer der Bundesliga-Mannschaft der Wiener, ehe Walter Skocik als neuer Trainer vorgestellt wurde. Teilweise parallel dazu war Köstenberger auch ab 1990 in der Trainerausbildung beim Wiener Fußball-Verband aktiv; eine Tätigkeit, die er ebenfalls über viele Jahre hinweg, bis zumindest 2006, ausübte. Ebenfalls viele Jahre arbeitete er in ähnlicher Position in der Nachwuchstrainerausbildung beim Österreichischen Fußball-Bund. Durch seine Vernetzung innerhalb des ÖFBs trat er im Jahre 1996 auch kurzzeitig an der Seite von Peter Leitl als Co-Trainer der österreichische Frauenfußballnationalmannschaft in Erscheinung. Die Mannschaft betreute er nur für ein Länderspiel; davor war zumeist Eveline Leitner, die selbst 1990 im allerersten Länderspiel der österreichischen Fußballnationalmannschaft zum Einsatz gekommen war, als Assistenztrainerin der österreichischen Damen eingetragen. In den Jahren 1997/98 trainierte Köstenberger kurzzeitig den KSV Ankerbrot Montelaa in der Fünftklassigkeit und schaffte mit der Mannschaft in dieser Zeit den Aufstieg in die viertklassige Wiener Stadtliga.
Danach widmete sich Köstenberger wieder vorrangig der Nachwuchsarbeit und der damit verbundenen Trainerausbildung. 2006/07 trat er selbst noch einmal als Jugendtrainer beim SV Schwechat in Erscheinung und war zumindest bis in die 2010er Jahre noch in der Trainerausbildung tätig. Ebenso lange fungierte er als Scout für Nachwuchsspieler für den SK Rapid Wien. Ein weiterer Sohn, Thomas Köstenberger (* 1962), ist heute ebenfalls als Fußballtrainer im Nachwuchsbereich tätig und nimmt mit seinen Jugendmannschaften immer wieder an dem nach seinem Großvater Rudolf Köstenberger senior, der einst ebenfalls als Fußballspieler aktiv gewesen war, benannten Rudolf-Köstenberger-Gedenkturnier ins Kronstorf teil. Rudolf Köstenberger senior fungierte nach seinem Karriereende als Aktiver jahrzehntelang als Jugendleiter des SC Kronstorf. Adi Köstenberger ist noch heute (Stand: 2021) Schirmherr und Organisator dieses nach seinem Vater benannten Nachwuchsturniers.
Heute (Stand: 2021) lebt Köstenberger in dem in den 1970er Jahren nach Plänen von Joseph Zimmel errichteten Wiener Gemeindebau Ignazgasse 21–25 in Wien-Meidling.